# Тролейбусне депо № 2 (Київ)
Тролейбусне депо № 2 (скорочено — ТРЕД № 2, ТД № 2) — одне з 4 тролейбусних депо у Києві, яке обслуговує найбільшу кількість тролейбусних маршрутів: 15 маршрутів, в тому числі два нічних. Депо відкрито 1 серпня 1961 року за адресою: вул. Олександра Довженка, 7.
12 червня 1966 року в депо, вперше у світі Володимиром Векличем був створений тролейбусний поїзд, який надалі успішно використовувався в більш ніж 20 містах колишнього СРСР.
Депо обслуговує маршрути Шевченківського, Святошинського та Подільського районів, а також центр міста і Мінський масив.
Координати депо: вул. О.Довженка, 7 50°27′38″ пн. ш. 30°26′39″ сх. д. / 50.46056° пн. ш. 30.44417° сх. д.

## Маршрути

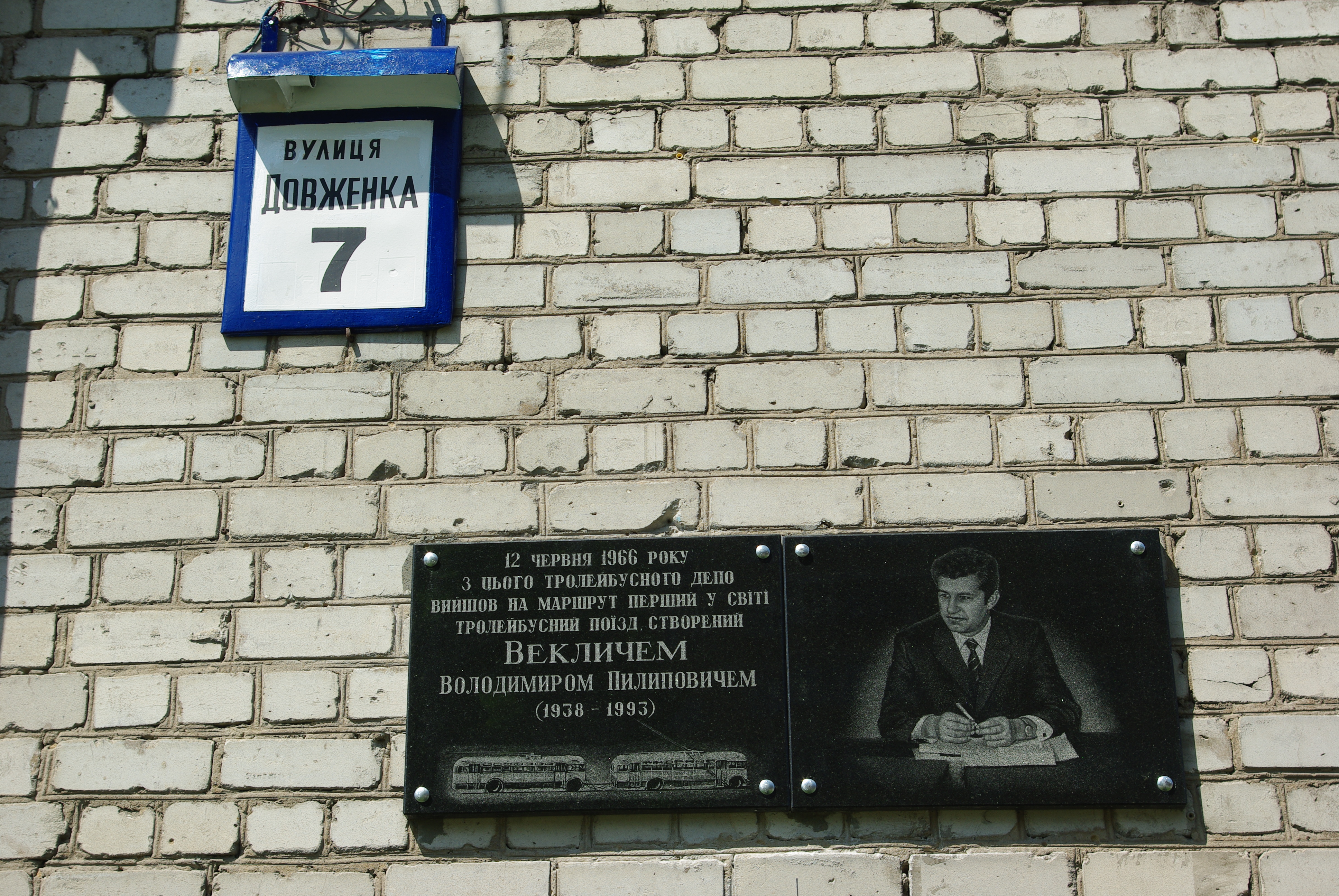
Меморіальна дошка Володимиру Пилиповичу Векличу в депо

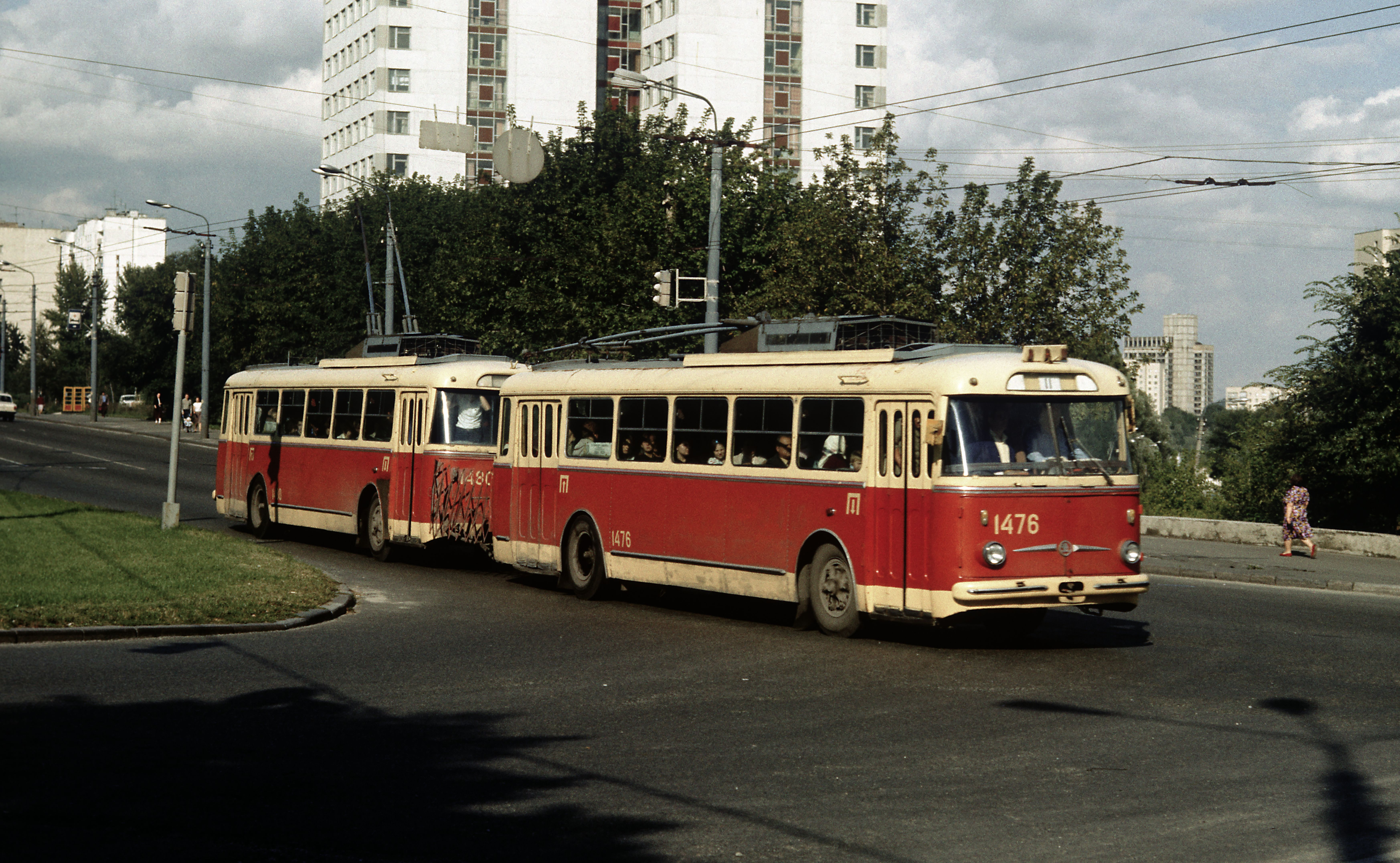
Поїзд з двох тролейбусів Škoda 9Tr з'єднаних за системою Володимира Веклича в Києві (1986 рік)

### Чинні маршрути
| №   | Кінцева А                      | Кінцева Б                    | Трасса маршруту | Примітки |
| --- | ------------------------------ | ---------------------------- | --- | -------- |
| 4   | просп. Свободи                 | площа Українських Героїв     | просп. Свободи — просп. Василя Порика — просп. Європейського Союзу — вул. Івана Виговського — площа Валерія Марченка — вул. Данила Щербаківського — станція метро «Нивки» — Берестейський просп. — Галицька площа — бульв. Тараса Шевченка — Бесарабська площа — вул. Велика Васильківська (у зворотньому напрямку вул. Гетьмана Павла Скоропадського — вул. Володимирська) |          |
| 5   | вул. Білицька                  | площа Українських Героїв     | вул. Віктора Некрасова — вул. Івана Виговського — площа Валерія Марченка — вул. Данила Щербаківського — станція метро «Нивки» — Берестейський просп. — Галицька площа — бульв. Тараса Шевченка — Бесарабська площа — вул. Велика Васильківська (у зворотньому напрямку вул. Гетьмана Павла Скоропадського — вул. Володимирська)                                             |          |
| 6   | Майдан Незалежності            | Мінський масив               | просп. Маршала Рокоссовського — вул. Полярна — площа Тараса Шевченка — вул. Вишгородська — вул. Кирилівська — Подільський узвіз — вул. Овруцька — вул. Герцена — вул. Юрія Іллєнка — станція метро «Лук'янівська» — вул. Січових Стрільців — вул. Володимирська — Софійська площа — вул. Софіївська/вул. Мала Житомирська                                                   |          |
| 7   | вул. Чорнобильська             | площа Українських Героїв     | вул. Чорнобильська — вул. Ореста Васкула — просп. Академіка Паладіна — Берестейський просп. — Галицька площа — бульв. Тараса Шевченка — Бесарабська площа — вул. Велика Васильківська (у зворотньому напрямку — вул. Гетьмана Павла Скоропадського — вул. Володимирська) |          |
| 16  | Майдан Незалежності            | вул. Мрії                    | вул. Мала Житомирська/вул. Софіївська — Софійська площа — вул. Січових Стрільців — вул. Юрія Іллєнка — вул. Академіка Щусєва — вул. Стеценка — площа Валерія Марченка — вул. Стеценка — вул. Мрії (у зворотньому напрямку — вул. Ігоря Турчина) |          |
| 18  | Майдан Незалежності            | вул. Сошенка                 | пл. Тараса Шевченка — вул. Вишгородська — вул. Кирилівська — Подільський узвіз — вул. Овруцька — вул. Герцена — вул. Юрія Іллєнка — станція метро «Лук'янівська» — вул. Січових Стрільців — вул. Володимирівська — Софійська площа — вул. Софіївська/вул. Мала Житомирська                                                                                                  |          |
| 23  | вул. Мрії                      | Лук'янівська площа           | вул. Мрії — вул. Ігоря Турчина — площа Валерія Марченка — вул. Стеценка — вул. Академіка Щусєва — вул. Максима Берлинського/ вул. Вавилових — вул. Ризька — вул. Дорогожицька — вул. Юрія Іллєнка — вул. Деревлянська — вул. Білоруська |          |
| 26  | просп. Свободи                 | Станція метро «Нивки»        | просп. Свободи —просп. Василя Порика — просп. Європейського Союзу — вул. Івана Виговського — площа Валерія Марченка — вул. Данила Щербаківського |          |
| 28  | просп. Свободи                 | Станція метро «Лук'янівська» | просп. Свободи — вул. Наталії Ужвій — вул. Мостицька — вул. Вишгородська — вул. Кирилівська — Подільський узвіз — вул. Овруцька — вул. Герцена — вул. Юрія Іллєнка (у зворотньому напрямку — вул. Білоруська — вул. Деревлянська) |          |
| 33  | Залізничний вокзал «Південний» | Мінський масив               | вул. Івана Огієнка — просп. Повітряних Сил — вул. В'ячеслава Чорновола — станція метро «Лук'янівська»- вул. Юрія Іллєнка — вул. Герцена — вул. Овруцька — Подільський узвіз — вул. Кирилівська — вул. Вишгородська — пл. Тараса Шевченка — вул. Полярна — просп. Маршала Рокоссовського                                                                                     |          |
| 39  | вул. Чорнобильська             | просп. Леся Курбаса          | вул. Чорнобильська — вул. Академіка Єфремова — просп. Академіка Палладіна — Кільцева Дорога |          |
| 41  | Станція метро «Святошин»       | Вулиця Тулузи                | пл. Чорнобаївска — вул. Святошинська — вул. Жмеринська — вул. Героїв Космосу — вул. Якуба Колоса — бульв. Жуля Верна — просп. Леся Курбаса — вул. Зодчих — вул. Тулузи (у зворотньому напрямку — вул. Тулузи) |          |
| 42  | вул. Ольжича                   | Станція метро «Либідська»    | вул. Ольжича — вул. Олени Теліги — вул. Олександра Довженка — вул. Вадима Гетьмана — Чоколівський бульв. — Севастопольська площа — просп. Валерія Лобановського — Деміївська площа — бульв. Миколи Міхновського — пл. Либідська |          |
| 93Н | вул. Чорнобильська             | площа Українських Героїв     | вул. Чорнобильська — вул. Академіка Єфремова — просп. Академіка Паладіна — Берестейський просп. — Галицька площа — бульв. Тараса Шевченка — Бесарабська площа — вул. Велика Васильківська (у зворотньому напрямку — вул. Гетьмана Павла Скоропадського — вул. Володимирська)                                                                                                | Нічний   |
| 94Н | просп. Леся Курбаса            | площа Українських Героїв     | Кільцева Дорога — Берестейський просп. — Галицька площа — бульв. Тараса Шевченка — Бесарабська площа — вул. Велика Васильківська (у зворотньому напрямку — вул. Гетьмана Павла Скоропадського — вул. Володимирська) | Нічний   |

### Скасовані маршрути
| №     | Кінцева А                | Кінцева Б                  | Примітки               |
| ----- | ------------------------ | -------------------------- | ---------------------- |
| 3(31) | вул. Чорнобильська       | просп. Свободи             |                        |
| 6     | вул. Стеценка            | вул. Леонтовича            |                        |
| 7     | вул. Сирецька            | Станція метро «Нивки»      |                        |
| 7-к   | вул. Чорнобильська       | Станція метро «Нивки»      |                        |
| 18-Е  | площа Т. Шевченка        | Станція метро «Почайна»    |                        |
| 23-к  | вул. Академіка Туполєва  | Станція метро «Дорогожичі» |                        |
| 28    | Лук'янівська площа       | просп. Свободи             | Скасовано (05.07.2004) |
| 33    | вул. Дегтярівська        | вул. Сєрова                | Скасовано (05.07.2004) |
| 36    | вул. Ярослава Івашкевича | Станція метро «Нивки»      | Скасовано (01.06.2009) |

### Маршрути, що раніше експлуатувалися в депо №2
| №  | Кінцева А                    | Кінцева Б               | Примітка                                   |
| -- | ---------------------------- | ----------------------- | ------------------------------------------ |
| 21 | вул. Дегтярівська            | вул. Кадетський Гай     | Переданий у ТРЕД № 3. Скасовано (15.11.16) |
| 25 | просп. Свободи               | Станція метро «Почайна» | Переданий у КТРЕД                          |
| 27 | Станція метро «Почайна»      | ДБК-3                   | Переданий у ТРЕД № 3                       |
| 29 | Залізнична платформа «Зеніт» | вул. Сєрова             | Переданий у КТРЕД                          |
| 30 | Залізнична платформа «Зеніт» | вул. Милославська       | Переданий у КТРЕД.                         |
| 32 | вул. Північна                | вул. Сошенка            | Переданий у КТРЕД                          |
| 35 | просп. Свободи               | вул. Кадетський Гай     | Переданий у ТРЕД № 3                       |
| 44 | вул. Північна                | просп. Степана Бандери  | Переданий у КТРЕД                          |
| 46 | вул. Милославська            | Дарницька пл.           | Переданий у КТРЕД (нині 50К)               |

## Історія

### Стан на 1960-ті роки
- 1 серпня 1961 року збудовано депо № 2 на вул. Шулявці біля станції метро «Завод „Більшовик“».
- 1961 рік початок експлуатації тролейбусів марки МТБ-82 / 82Д.
- 1 листопада 1963 року введена в дію нова лінія від вул. Білицької по вул. Фрунзе і Вишгородської до площі Тараса Шевченка, продовжений маршрут № 18.
- 5 листопада 1963 року введена в дію нова лінія від Залізничного перетину по просп. Перемоги до вул. Стеценко на Нивках, відкритий маршрут № 6: вул. Леонтовича — вул. Стеценко.
- 1964 рік Володимир Филлипович Веклич головний інженер служби рухомого складу ТТУ, а з 10 липня 1964 директор депо № 2 почав свої роботи зі створення тролейбусного поїзда.
- 1965 рік початок експлуатації тролейбусів марки ЗиУ-5.
- 12 червня 1966 року почалася пробна експлуатація на маршруті № 6 першого у світі тролейбусного поїзда № 205/84, що з'єднуються по системі Володимира Веклич, що складається з двох тролейбусів марки МТБ-82 / 82Д.
- 2 січня 1967 року введена в дію нова лінія від вул. Стеценко на Нивках по вул. Маршала Гречка до вул. Сирецької, відкритий маршрут № 5: Повітрофлотський просп. — вул. Сирецька.
- 1968 рік початок експлуатації тролейбусів марки Škoda 9Tr.
- 12 лютого 1969 року введена в дію нова лінія від Лук'янівської площі по вул. Білоруській, Щусєва та Стеценко до Туполєва на Нивках, відкритий маршрут № 23: Лук'янівська площа — вул. Академіка Туполєва.

### Стан на 1970-ті роки
- Кінець експлуатації тролейбусів марки ЗиУ-5.
- На початку 1970-х років пущений маршрут № 7: Станція метро «Нивки»- вул. Сирецька.
- Кінець експлуатації тролейбусів марки МТБ-82 / 82Д.
- 15 листопада 1975 року введена в дію нова лінія «вул. Маршала Гречко — ВО „Кристал“» по вул. Сирецькій та Білицькій, сюди продовжено маршрут № 5: вул. Франко — вул. Білицька.
- 30 грудня 1978 року введена в дію нова лінія по вул. Маршала Гречко, просп. Правди, просп. В. Порика та просп. Свободи, відкритий маршрут № 26: Станція метро «Нивки» — просп. Свободи.

### Стан на 1980-ті роки
- 1 листопада 1982 року відкритий маршрут № 28: просп. Свободи — Лук'янівська площа.
- 1983 рік початок експлуатації тролейбусів марки Škoda 14Tr.
- 6 листопада 1985 року введена в дію нова лінія від. вул. Щербакова по просп. Перемоги і вул. Чорнобильської, відкритий маршрут № 7: "Станція метро «Завод „Більшовик“ — вул. Чорнобильська».
- 23 грудня 1988 року відкритий маршрут № 3: просп. Свободи — вул. Чорнобильська.
- 30 грудня 1988 року введена в дію нова лінія по просп. Свободи та вул. Ярослава Івашкевича, відкритий маршрут № 25: просп. Свободи — Станція метро «Петрівка».
- 1988 рік початок експлуатації тролейбусів марки DAC-217E.

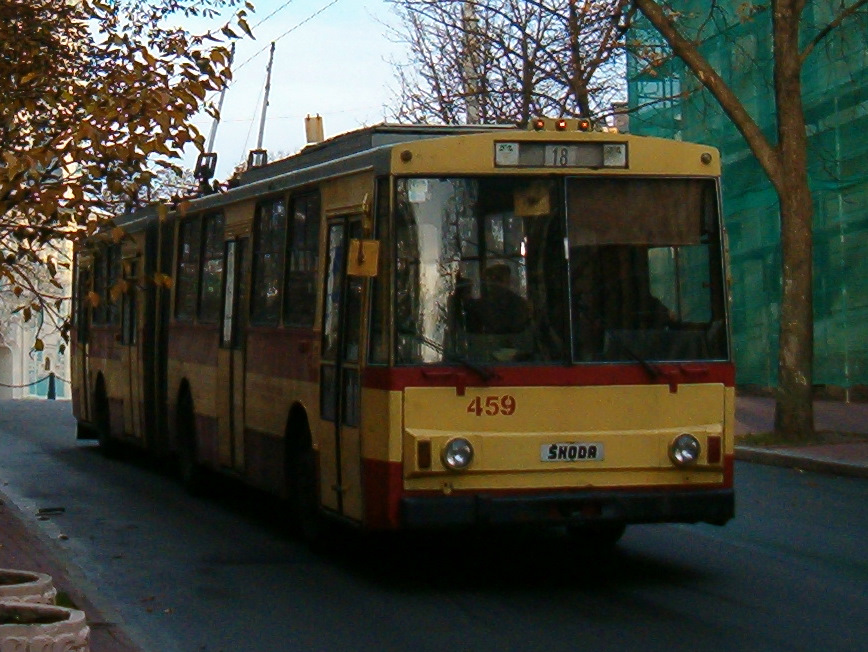
Тролейбус Škoda 15Tr 18-го маршрута

### Стан на 1990-ті роки
- 1990 рік початок експлуатації тролейбусів марки Škoda 15Tr.
- 1993 рік знятий з експлуатації останній в Києві тролейбусний поїзд Škoda 9Tr.
- Початок експлуатації тролейбусів марки ЮМЗ Т1.
- 1 жовтня 1994 року відкрито маршрут № 18Е: пл. Т.Шевченка — Станція метро «Петрівка».
- У 1995 році введено в дію лінію по вул. Сошенко. Продовжено маршрут № 18 та 18Е.
- 24 жовтня 1996 року введена в дію лінію по вул. Терещенківській від бульвару Т. Шевченка до вул. Гетьмана Павла Скоропадського, сюди спрямовано маршрут № 5: вул. Терещенківська — вул. Білицька.

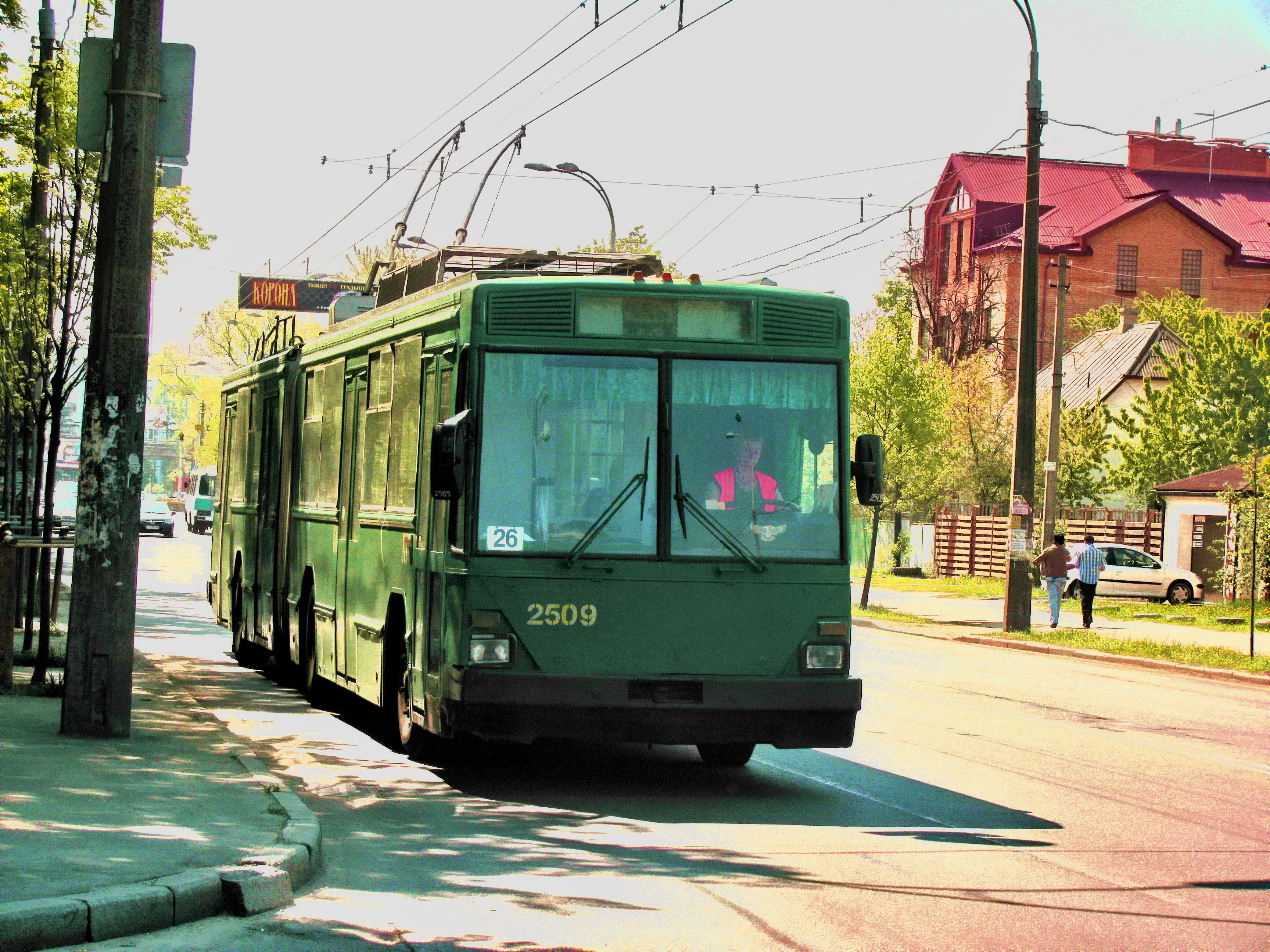
Тролейбус Київ-12.03 26-го маршруту на вулиці Данила Щербаківського

- 30 грудня 1996 року відкритий маршрут № 6: вул. Сошенка — Станція метро «Лук'янівська».
- 1996 рік кінець експлуатації тролейбусів марки Škoda 9Tr.
- В кінці 1990-х відкриті маршрути:
  - 32: вул. Сошенко — вул. Північна;
  - 33: вул. Дегтярівська — вул. Сєрова;
  - 35: Станція метро «Дорогожичі» — вул. Ярослава Івашкевича.
- В кінці 1990-х років закриті маршрути: № 16к, 18е.
- 1999 рік початок експлуатації тролейбусів марки «Авіант» Київ-12.03, Київ-12.04.

### Стан на 2000-ті роки

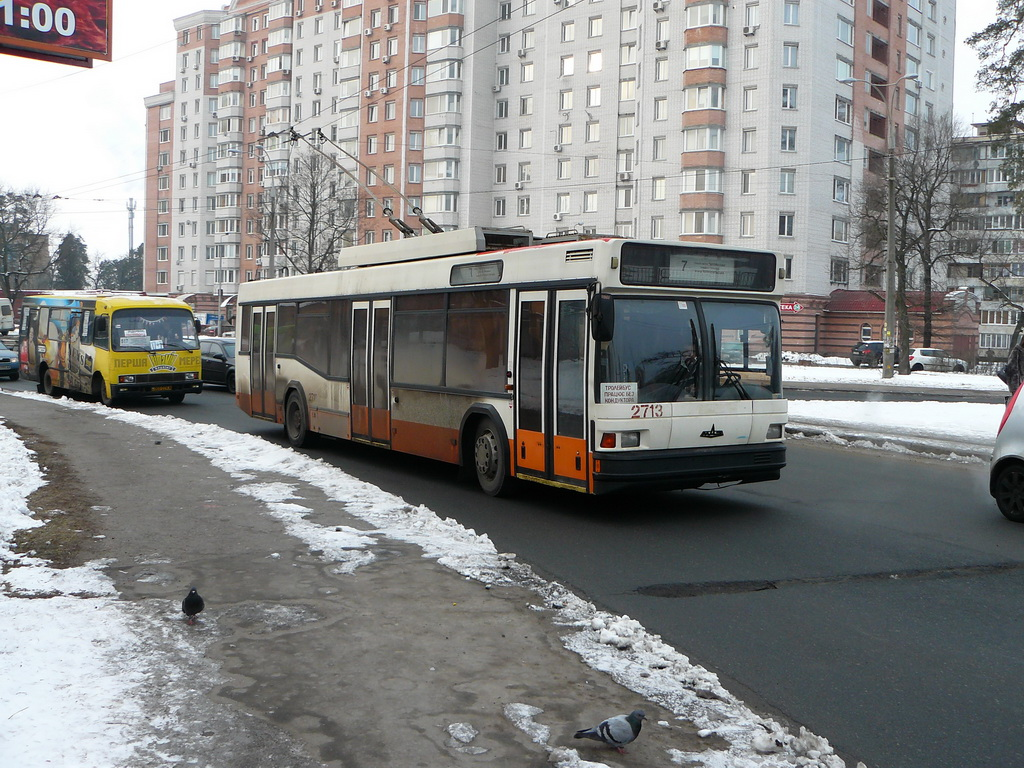
Тролейбус МАЗ-103Т 7-го маршруту на проспекті Перемоги

- 23 червня 2000 року відкритий маршрут № 36: Станція метро «Нивки» — вул. Ярослава Івашкевича.
- 2000 рік кінець експлуатації тролейбусів марки DAC-217E.
- 4 липня 2004 року закрито маршрут № 33.
- 2005 рік початок експлуатації тролейбусів марки МАЗ-103Т.
- 2005 рік тролейбуси марки «Авіант» Київ-12.03 (бортові номери 2504, 2505) передані в Куренівське тролейбусне депо (№ 4).
- 2006 рік початок експлуатації тролейбусів марки ЛАЗ E183D1, ЛАЗ E301D1.
- 2006 рік чотири тролейбуси марки ЛАЗ E183D1 передані в ТРЕД № 1 (бортові номера 2916, 2917) і ТРЕД № 3 (бортові номера 2918, 2919).
- 1 червня 2009 року закрито маршрут № 36.

### Стан на 2010-ті роки
- 2010 рік кінець експлуатації тролейбусів марки ЮМЗ Т1.
- 2010 рік два тролейбуси марки МАЗ-103Т (бортові номери 2701, 2702) передані в ТРЕД № 3.
- 5 вересня 2011 року продовжено маршрут № 5 від поітрофлотського проспекту до площі Українських Героїв.
- У 2011 році введено маршрут № 23к: Станція метро «Дорогожичі» — вул. Академіка Туполєва.
- 2012 рік початок експлуатації тролейбусів марки Богдан Т90110, Богдан Т70110, ЛАЗ Е301А1.
- 7 травня 2012 року відновлено маршрут № 21: вул. Дегтярівська — вул. Кадетський Гай. Маршрут обслуговувався сумісно з ТРЕД № 3..
- 2013 рік кінець експлуатації тролейбусів моделей Škoda 14Tr та Škoda 15Tr.
- 17 травня 2014 року введена в дію лінія по просп. Рокосовського, вул. Кондратюка, відкритий маршрут № 6: Діагностичний центр — Майдан Незалежності, продовжено маршрут № 18, який вже 24 травня повернувся на стару трасу.
- 7 квітня 2015 року відкритий маршрут № 28: Станція метро «Лук'янівська» — просп. Свободи.
- 8 грудня 2015 року скасований маршрут № 7-К.
- 14 червня 2016 року відбулося урочисте відкриття меморіальної дошки Володимиру Пилиповичу Векличу на адміністративному корпусі депо.
- 1 січня 2017 року відкрито нічний маршрут № 93Н: площа Українських Героїв — вул. Чорнобильська.
- 2017 рік кінець експлуатації тролейбусів моделей Київ-12.03, Київ-12.04, МАЗ-103Т.
- 22 лютого 2018 року маршрут № 7 продовжено до площі Українських Героїв по трасі: вул. Чорнобильська — площа Українських Героїв.
- 22 серпня 2018 року вводиться новий нічний маршрут № 94: «площа Українських Героїв — проспект Леся Курбаса»[9].
- 22 серпня 2018 року вводяться зміни у траси слідування маршрутів № 16 та 23. А саме[10]:
  - тролейбуси маршруту № 16 відтепер курсують від Майдану Незалежності до вулиці Академіка Туполева по вулицях Січових Стрільців, Мельникова, Академіка Щусєва та Стеценка (без заїзду на вулиці Дорогожицька Ризька);
  - тролейбуси маршруту № 23 відтепер заїжджають на вулицю Ризьку, Дорогожицьку.

## Керівники депо[11]
- 1961 − 1964 — Храбров Олександр Ілліч;
- 1964 − 1972 — Веклич, Володимир Пилипович[4][5];
- 1972 − 1979 — Романько, Володимир Дмитрович;
- 1979 − 1984 — Крат Віктор Ілліч;
- 1984 − 2014 — Назарчук Василь Васильович;
- 2014 − 2015 — Карабчук Руслан Володимирович;
- 2015 − 2016 — Книш Сергій Анатолійович;
- 2016 — Пушков Євген Миколайович.

## Рухомий склад[12]
На сьогодні депо експлуатує моделі таких тролейбусів, як:
- ЛАЗ E183D1;
- ЛАЗ E301:
  - ЛАЗ E301D1;
  - ЛАЗ E301A1;
- Богдан Т701:
  - Богдан Т701.10;
  - Богдан Т701.17;
- Богдан Т901:
  - Богдан Т901.10;
  - Богдан Т901.17.

Тролейбуси моделей ЛАЗ E301A1 (бортовий номер 2665) та Богдан Т901.17 (бортовий номер 2338) експлуатуються виключно у тролейбусному депо № 2.
За час існування депо, експлуатувалися моделі таких тролейбусів, як:
- МТБ-82;
- ЗиУ-5;
- Škoda 8Tr;
- Škoda 9Tr;
- Škoda 14Tr;
- DAC-217E;
- Škoda 15Tr;
- ЮМЗ Т-1;
- Київ-12.03;
- Київ-12.04;
- МАЗ 103Т.

Тролейбуси моделей Київ-12.03, Київ-12.04 та МАЗ 103Т продовжують експлуатуватися, як технічні тролейбуси. Тролейбус моделі Škoda 15Tr, бортовий номер 480, був переданий у музей транспорту КП «Київпастранс».